# FamilyMart
FamilyMart (ファミリーマート, Famirīmāto) TYO: 8028 é uma rede de lojas de conveniência que iniciou suas atividades em 1 de setembro de 1981. O FamilyMart é a terceira maior cadeia de lojas de conveniência do Japão, atrás apenas da 7-Eleven e da Lawson, e a terceira maior rede na Coreia do Sul. Ela pertence à FamilyMart Company, Limited. O principal acionista é Itochu, com uma participação de 35,55%. Sua sede localiza-se no 17º andar do prédio Sunshine60, em Ikebukuro, Toshima, Tóquio.
Todos os produtos normais de uma loja de conveniência japonesa, tais como itens de mercearia, revistas, mangás, refrigerantes, bebidas alcoólicas como sake, camisinhas, nikuman, frango frito, onigiri e bentô estão disponíveis.
O slogan oficial do FamilyMart é "FamilyMart, onde você faz parte da família".

## Crescimento e desenvolvimento

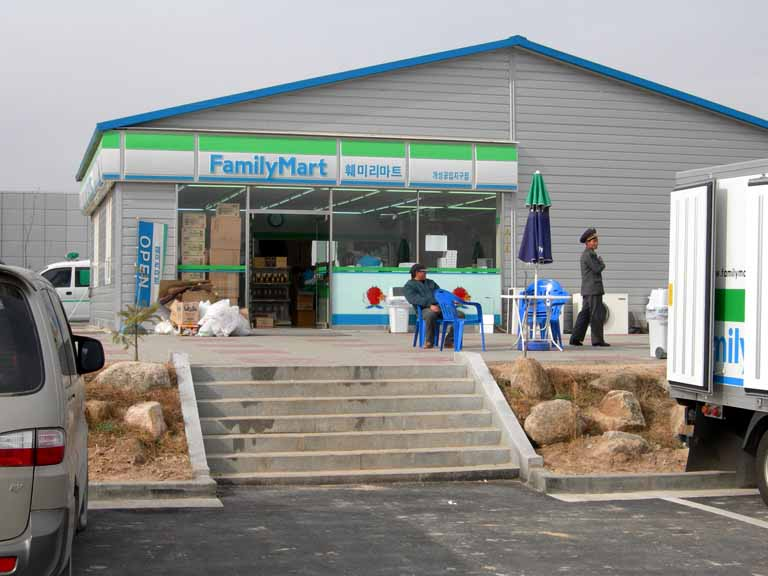
FamilyMart em Kaesong, Coreia do Norte

O FamilyMart também possui lojas de franchise na Tailândia, Coreia do Sul, Taiwan, China (Xangai, Cantão e Suzhou), Estados Unidos, Bangladesh e Vietnã (Cidade de Ho Chi Minh). Além disso, os franqueados sul-coreanos operam duas lojas na Coreia do Norte para visitantes sul-coreanos e trabalhadores na Região Industrial de Kaesong e na Região Turística de Kumgang-san. Em 31 de agosto de 2009, havia 15.240 lojas ao redor do mundo, com um rápido crescimento na Ásia, fora do Japão. Havia 7.604 lojas no Japão, 4.621 lojas na Coreia do Sul e 2.376 lojas em Taiwan, 614 lojas na Tailândia, 303 lojas na China e 16 lojas nos Estados Unidos.
A partir de julho de 2005, o FamilyMart começou a construir e inaugurar algumas lojas em Los Angeles, Califórnia, as primeiras das 250 planejadas para os Estados Unidos em 2009. A marca estadosunidense seria "Famima!!".
Em 30 de janeiro de 2010, o FamilyMart anunciou que congelaria o número de localidades nos Estados Unidos para 10 lojas devido à dificuldade do ambiente econômico. No entanto, as operações em certas partes da Ásia, especialmente na China, continuam a expandir.
A loja de conveniência localizada no lugar mais alto, uma unidade do FamilyMart, localiza-se em Taipei, no arranha-céu Taipei 101. É um local para os empregados comprarem enquanto trabalham.